# Daniel Olesker
Daniel Olesker (Montevideo, 1952) és un economista i polític uruguaià pertanyent al PSU, de la coalició del Front Ampli. Des de l'1 de març de 2010 fins al 19 de juliol de 2011 va ser el ministre de Salut Pública del govern esquerrà de José Mujica. Actualment és el ministre de Desenvolupament Social (2011-).

## Biografia
Olesker és llicenciat en Ciències Econòmiques per la Universitat de la República i té un màster per la Universitat de Lovaina la Nova, de Bèlgica. És també professor de 5è grau a la Facultat d'Economia i Administració de la UdelaR, així com membre de la Xarxa d'Economia Mundial amb seu a Mèxic.
L'1 de març de 2005 va assumir com a Director General de Secretaria del Ministeri de Salut Pública, tenint al seu càrrec importants tasques com l'engegada de la reforma de la salut (creació del Sistema Nacional Integrat de Salut), durant la presidència de Tabaré Vázquez.